# Прогресс мировых рекордов на дистанции 800 метров вольным стилем у женщин в 25-метровом бассейне
Прогресс мировых рекордов на дистанции 800 метров вольным стилем у женщин в 25-метровом бассейне— эта статья включает в себя прогрессию мирового рекорда и показывает хронологическую историю мировых рекордов в плавании вольным стилем на дистанции 800 метров среди женщин в 25-метровом бассейне. Первый мировой рекорд в плавании у мужчин в 25-метровом бассейне был зарегистрирован Международной Федерацией плавания ФИНА в 1988 году. У женщин — лучшее время в мире на этой дистанции было официально зарегистрировано в 1982 году.
Плавание вольным стилем означает, что участнику на дистанции разрешается плыть любым способом, исключением являются комплексное плавание и комбинированная эстафета, где вольный стиль — это любой другой способ, кроме плавания на спине, брасса и баттерфляя. Пловец должен коснуться стенки какой-либо частью своего тела при завершении каждого отрезка дистанции и на финише. Любая часть тела пловца должна разрывать поверхность воды во время заплыва, за исключением разрешения пловцу быть полностью погруженным под водой во время поворота и на расстоянии не более 15 м после старта и каждого поворота. В этой точке голова спортсмена должна разорвать поверхность воды.
Обвал мировых рекордов в плавании в 2008/2009 совпал с введением полиуретановых костюмов от Speedo (LZR, 50% полиуретана) в 2008 году и Arena (X-Glide), Adidas (Hydrofoil) и итальянского производителя плавательных костюмов Jaked (все 100% полиуретана) в 2009 году. Запрет ФИНА на плавательный костюм из полиуретана вступил в силу в январе 2010 года.
Прогресс мировых рекордов на дистанции 800 метров вольным стилем у женщин в 25-метровом бассейне
| Номер | Время   |   | Имя              | Национальность | Дата               | Соревнование                                   | Место             | Прим.       |
| ----- | ------- | - | ---------------- | -------------- | ------------------ | ---------------------------------------------- | ----------------- | ----------- |
| 1     | 8:15.34 |   | Астрид Штраус    | ГДР            | 7 февраля 1987 г.  | Фестиваль Бонн Arena                           | Бонн, Германия    | [ 5 ] [ 6 ] |
| 2     | 8:15.15 |   | Чэнь Хуа         | Китай          | 2 декабря 2001 г.  | Кубок мира                                     | Шанхай, Китай     | [ 5 ] [ 7 ] |
| 3     | 8:14.35 |   | Сатико Ямада     | Япония         | 4 февраля 2002 г.  | Чемпионат Японии по плаванию на короткой воде  | Токио, Япония     | [ 8 ]       |
| 4     | 8:11.25 |   | Лора Маноду      | Франция        | 9 декабря 2005 г.  | Чемпионат Европы                               | Триест, Италия    | [ 9 ]       |
| 5     | 8:09.68 | к | Кейт Зиглер      | США            | 12 октября 2007 г. | Alex Athletics Jubiläums Challenge             | Эссен, Германия   | [ 10 ]      |
| 6     | 8:08.00 |   | Кейт Зиглер      | США            | 14 октября 2007 г. | Alex Athletics Jubiläums Challenge             | Эссен, Германия   | [ 11 ]      |
| 7     | 8:04.53 |   | Алессия Филиппи  | Италия         | 12 декабря 2008 г. | Чемпионат Европы                               | Риека, Хорватия   | [ 12 ]      |
| 8     | 8:01.06 |   | Камилла Муффат   | Франция        | 16 ноября 2012 г.  | Чемпионат Франции по плаванию на короткой воде | Анже, Франция     | [ 13 ]      |
| 9     | 7:59.34 |   | Мирейя Бельмонте | Испания        | 10 августа 2013 г. | Кубок мира                                     | Берлин, Германия  | [ 14 ]      |
| 10    | 7.57,42 |   | Кэти Ледеки      | США            | 5 ноября 2022 г.   | Кубок мира                                     | Индианаполис, США |             |

Условные обозначения: # — рекорд ожидает ратификации в FINA; 
Рекорды в стадиях: к — квалификация; пф — полуфинал; э — 1-й этап эстафеты; эк −1-й этап эстафеты квалификация; б — финал Б; † — в ходе более длинного заплыва; зв — заплыв на время.